# Вєтки (Ленінградська область)
Вєтки (рос. Ветки) — присілок у Кінгісеппському районі Ленінградської області Російської Федерації.
Населення становить 1 особу. Належить до муніципального утворення Пустомержське сільське поселення.

## Історія
Згідно із законом від 28 жовтня 2004 року № 81-оз належить до муніципального утворення Пустомержське сільське поселення.

## Населення
| 1838 | 1857 | 1862 | 1882 | 1899 | 1997 | 2007 |
| ---- | ---- | ---- | ---- | ---- | ---- | ---- |
| 102  | ↗104 | ↗126 | ↗146 | ↘96  | ↘5   | ↘4   |
| 2010 | 2017 |      |      |      |      |      |
| ↗6   | ↘1   |      |      |      |      |      |